# Georg Ernst Reimer
Georg Ernst Reimer (* 25. November 1804 in Berlin; † 5. Januar 1885 ebenda) war ein deutscher Verleger und Politiker.

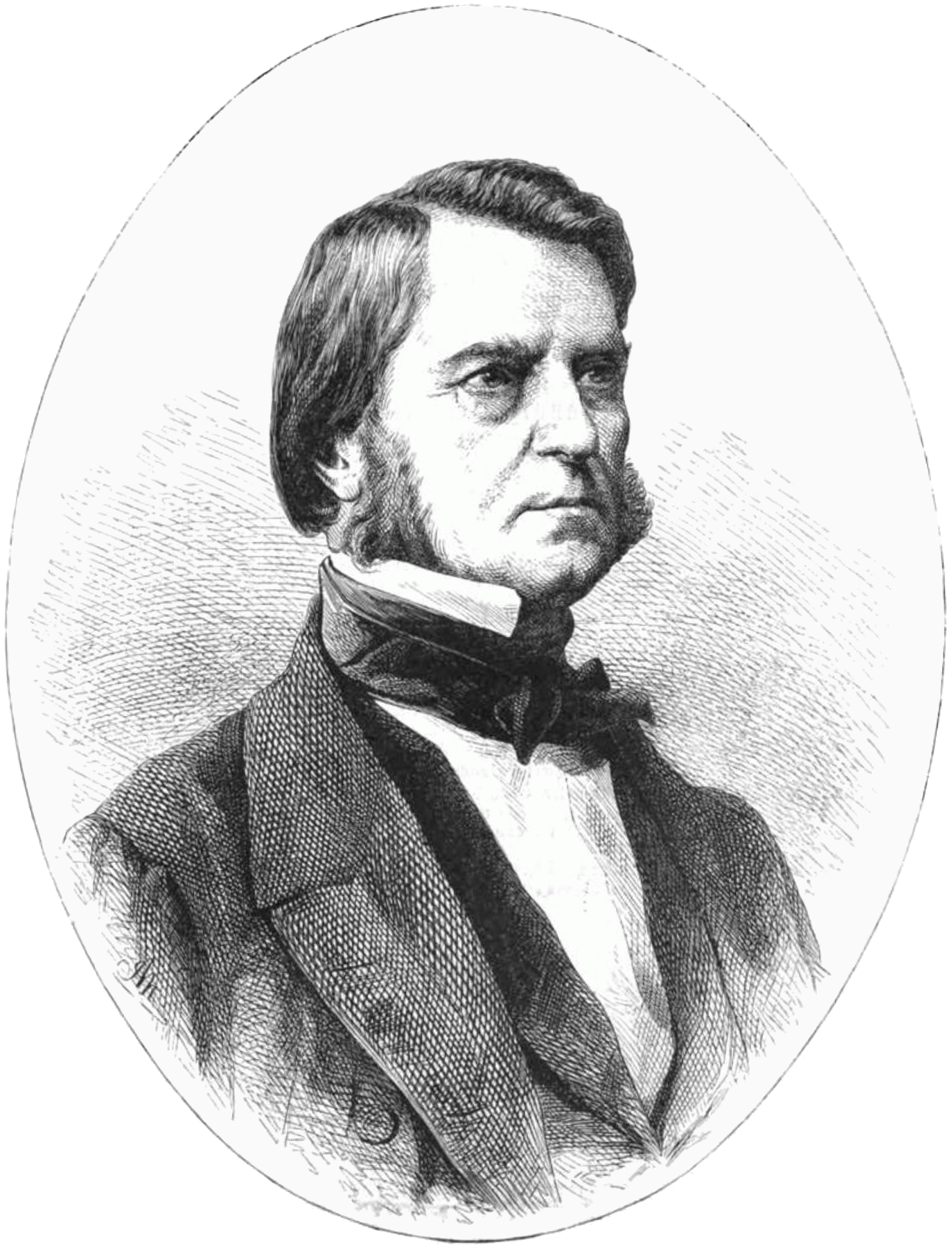
Georg Reimer, Stich von Adolf Neumann (Illustrirte Zeitung, 1867)

## Leben und Wirken
Georg Ernst Reimer war Sohn von Georg Andreas Reimer. Wie Bismarck besuchte er als Adeliger die Plamannsche Erziehungsanstalt. Nach dem Abschluss der Schule studierte er in Berlin und Bonn unter anderem bei dem Historiker Barthold Georg Niebuhr. In religiöser Hinsicht blieb er ein Anhänger von Friedrich Schleiermacher, der auch sein Pate gewesen war. Im Jahr 1826 trat er in den Buchhandel und Verlag seines Vaters ein. Nach dessen Tod wurde er 1842 Leiter des Unternehmens. 1847 wurde der graphische und Kunstverlag ausgegliedert. Dessen Leitung übernahm der Bruder Dietrich Reimer.
Georg Ernst Reimer verlegte 1858 den Betrieb und seine Wohnung aus der Wilhelmstraße zur Anhaltstraße. Der Verlag widmete sich weiterhin der Herausgabe wissenschaftlicher Literatur. Neben Werken namhafter Wissenschaftler erschienen in seinem Verlag auch die Protestantische Kirchenzeitung sowie die Preußischen Jahrbücher.
Der Sohn Ernst Reimer wurde 1865 Prokurist und 1876 Teilhaber. Im Jahr 1884 ging der Betrieb ganz auf diesen über.
Reimer war auch interessenpolitisch für den Buchhandel tätig. In den Jahren 1850 bis 1852 war er Vorsteher des Börsenvereins der Deutschen Buchhändler.
Auch an der Kommunal- und Landespolitik beteiligte sich Reimer. Er zählte zu den sogenannten Altliberalen. Er gehörte zwischen 1846 und 1872 der Berliner Stadtverordnetenversammlung an. Dort fungierte er zeitweise als stellvertretender Vorsitzender. Zwischen 1852 und 1861 war er Mitglied des preußischen Abgeordnetenhauses.